# 首都高速10号晴海線
首都高速10号晴海線（しゅとこうそく10ごうはるみせん）は、首都高速道路の路線。都市計画道路の路線名は東京都市計画道路 都市高速道路晴海線。
湾岸線と豊洲・晴海地区を連絡する路線であり、全区間が都道304号支線（有明通り）に並行している。終点の晴海出入口の先では晴海通りに接続し、都心部（銀座・日比谷方面）へのアクセスルートの一つとなっている。
全線が週末の大型貨物自動車乗入規制の基準である環七通りより内側にあり、かつ終点の晴海出入口も規制区域内のため、毎週土曜夜10時から日曜朝7時まで大型貨物自動車の通行は禁止されている。

## 路線番号
10

## 接続高速道路
- 首都高速湾岸線（東雲JCTで接続）

## 出入口など
- 出入口番号欄の背景色が■である部分については道路が供用済みの区間を示している。
- 全線東京都内に所在。

| 出入口 番号                    | 施設名     | 接続路線名           | 起点 から (km) | 備考                           | 所在地 |
| ------------------------------ | ---------- | -------------------- | -------------- | ------------------------------ | ------ |
| 都市高速道路晴海線（予定区間） |            |                      |                |                                |        |
| 1002                           | 晴海出入口 | 晴海通り（間接接続） | 0.0            | 湾岸線方面出入口 入口はETC専用 | 中央区 |
| 1004                           | 豊洲出入口 | 有明通り             | 1.2            | 湾岸線方面出入口               | 江東区 |
| -                              | 東雲JCT    | 湾岸線               | 2.7            |                                | 江東区 |

2018年（平成30年）3月10日に開通した湾岸線方面の晴海出入口は、将来本線が高架から地下に降りる場所で仮に街路と接続するものであり、料金所は豊洲入口料金所の隣の本線上に設置されている。なお将来、築地方面に延伸する際には、湾岸線方面の出入口を廃し、築地方面の出入口が設置される構想となっていて、その準備工事として、晴海大橋橋上にランプと料金所を設置できるよう設計されているものの、延伸計画の全体像は明らかになっていない。

## 沿革
以前「10号」は計画段階での「高速練馬線」の呼称であったが、これは現在まで着工されていない。
- 1993年（平成5年）7月19日 : 都市計画決定。
- 2009年（平成21年）2月11日 : 豊洲出入口 - 東雲JCT開通（暫定2車線）。
- 2018年（平成30年）3月10日 : 晴海出入口 - 豊洲出入口開通（暫定2車線）[3]。

## 交通量
24時間交通量（台）　道路交通センサス
| 区間                    | 平成22（2010）年度 | 平成27（2015）年度 | 令和3（2021）年度 |
| ----------------------- | ------------------ | ------------------ | ----------------- |
| 晴海出入口 - 豊洲出入口 | 調査当時未開通     | 調査当時未開通     | 4,374             |
| 豊洲出入口 - 東雲JCT    | 8,718              | 10,189             | 11,342            |

（出典：「平成22年度道路交通センサス」・「平成27年度全国道路・街路交通情勢調査」「令和3年度　全国道路・街路交通情勢調査」（国土交通省ホームページ）より一部データを抜粋して作成）

## 延伸計画
- 都心環状線と接続する計画（都市計画段階）
  - 晴海出入口からさらに北に延伸して、都心環状線に接続する計画がある。晴海出入口以北は地下トンネルとなり、上下線を途中で分岐させ、湾岸線→都心環状方面は築地にて、都心環状→湾岸線方面は新富町にて都心環状線に接続する予定となっている。すでに新富町より築地本願寺裏手までの約600 mは、築地川の流路を活用したトンネルが完成しており、都市計画決定もなされていたが、長年未使用の状態となっていた。
  - 2022年、都心環状線の日本橋付近の地下化に伴う新京橋連絡路（仮称）の建設に関連して、新富町出口を都心環状線外回り方面への入口に変更し、晴海線と都心環状線との接続は銀座出入口付近において竹橋JCT方面への出入りに変更する素案がまとめられた[4]。2023年には当該素案に沿って下り線の築地川区間についての都市計画が廃止された[5]。
  - 地域高規格道路の候補路線として、都心環状線以西の延長上に都心新宿線・多摩新宿線の構想も存在するが、詳細な計画は未定である。

- 東雲JCTから南に延伸する計画（構想段階）
  - 都市計画上、東雲JCTは湾岸線以南へ本線およびランプを延長できるよう計画されている。現時点で具体的な延伸計画は無いが、調査中の第二東京湾岸道路が延伸区間と接続する構想がある。